# Hédervári Péter

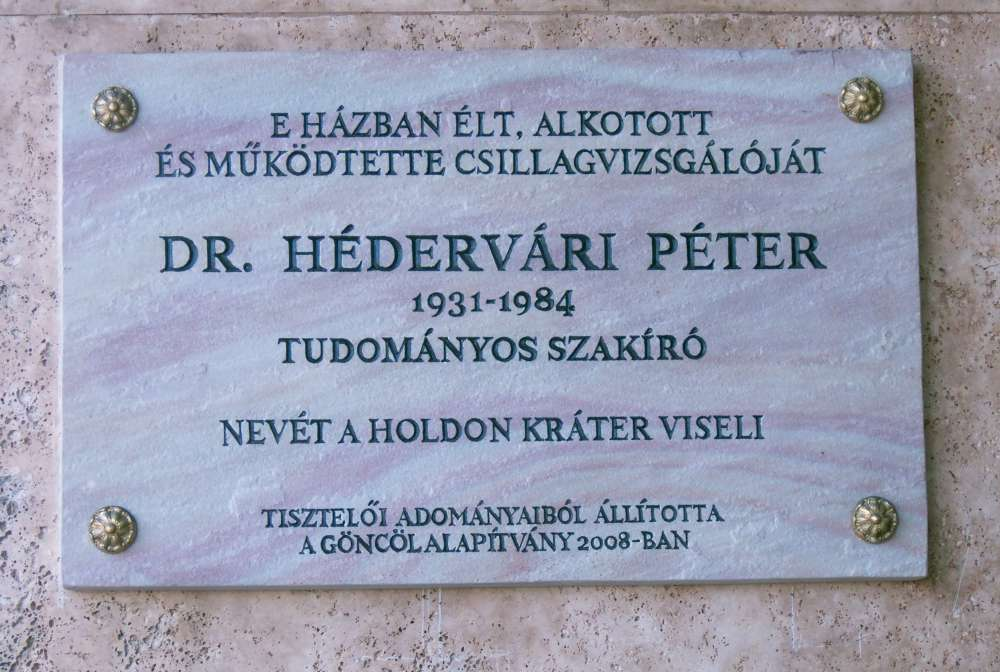
emléktáblája egykori lakhelyén (II. ker., Árpád fejedelem útja 40-41.)

Hédervári Péter (Budapest, 1931. április 29. – Budapest, 1984. június 27.) földrajztanár, amatőrcsillagász, újságíró, író.
Jelentős hatású csillagászati ismeretterjesztő könyveket írt. Amatőrcsillagászként egyik kedvenc területe a Nap volt. A Hold déli pólusának közelében egy krátert neveztek el róla egy amerikai bolygókutató javaslatára (Hédervári-kráter).

## Életrajz évszámokban
- 1950-ben érettségizett Budapesten.
- 1952–1963-ig a ELGI-ben dolgozott először technikusként, majd miután az ELTE-n földrajz tanárszakos diplomát szerzett, tudományos főmunkatársként.
- 1963–1967 a Gamma Geofizikai Szerkesztőségébe került műszaki dokumentátorként.
- 1968-tól az Élet és Tudomány című folyóirat belső munkatársa, majd rovatvezetője volt. A 70-es, 80-as években ő volt a legjobb tollú ismeretterjesztő.

## Ismeretterjesztő könyvei
- A Hold fizikája (Gondolat, 1962)
- Amiről a Föld mesél (1967)
- Amiről a Hold mesél (Minerva, 1969)
- A Hold – és meghódítása (Gondolat, 1970)
- A görög Pompeji (Gondolat, 1972) (A minószi civilizációt elpusztító Szantorini katasztrófáról)
- Hédervári Péter – Marik Miklós – Pécsi Tibor: A Vénusz és a Mars ostroma (Gondolat, 1976)
- A Föld különös jelenségei (Gondolat, 1977)
- Csillagunk: a Nap (Magvető, 1980)
- Mi újság a Földön? (1980)
- Évezredek, vulkánok, emberek (Kossuth Könyvkiadó, 1981) ISBN 9630917076
- Üstököskutatás az űrkorszakban (Magvető, 1983)
- Képes csillagvilág (Móra, 1984)
- Ismeretlen(?) Naprendszerünk (Kossuth, 1986)

## Cikkei
- Vulkánkitörések más égitesteken, Földrajzi Közlöny. 1959/1.